# Йордан Йончев – Гъмзата
Йордан Йончев – Гъмзата е български музикант, тромпетист, част от групата „Ку-Ку бенд“ и „Шоуто на Слави“.

## Биография
Роден е на 26 януари 1976 година във Видин. Започва да се занимава с музика на 9-годишна възраст, като в началото свири на ударни инструменти. Завършва Военно-музикалното училище и става тромпетист.
Гъмзата постъпва в „Ку-Ку бенд“ през пролетта на 1997 година, за да замести болен музикант, но го харесват и остава за постоянно. Сам признава, че животът му се променя много от момента, в който се присъединява към бенда. „Пролет пукна“ е първият му запис с групата.
Сред култовите му композиции е „Танцуващият с вълци“, издържана в духа на големия майстор на народните аранжименти Дико Илиев. Освен горещи ритми, Йордан Йончев умее да композира и прочувствени балади. Доказателство за това са дуетните песни на Слави и Софи Маринова – „Любовта е отрова“ и „Виновни сме“, както и дуетната със Слави – „Аз съм твоят мъж“.
Негова запазена марка са импровизациите, чрез които изразява своята същност, вграждайки разнообразието на почти всички музикални стилове. Украсява собствения си стил на свирене, като вкарва мотиви от родния край, както и красиви етно елементи. Солото на Гъмзата по време на турнетата взривява публиката и се е утвърдило като неизменна част от програмата.
Визията на тромпетиста на „Ку-Ку бенд“ е отражение на годините, прекарани във военното училище. Тогава Гъмзата си слага обеци на ушите си в знак на протест срещу военщината. Казва, че пази прическата си от онова време, за да му припомня винаги колко по-лошо може да стане.
От 2007 година Гъмзата е женен за танцьорката Юлиана от балет „Магаданс“. Имат двама сина.